# Zanetto
A Zanetto Pietro Mascagni egyfelvonásos operája. A mű librettóját Giovanni Targioni-Tozzetti és Guido Menasci írták, az általuk írt Le passant (A vándor) című színdarab alapján. 1896. március 2-án mutatták be a pesarói Liceo Musicaléban. Magyarországon még nem játszották.

## A mű keletkezésének története
Mascagnit 1895-ben a pesarói zenelíceum, a Liceo Musicale igazgatójává nevezték ki. A felkérésnek az egyik feltétele az volt, hogy a hallgatók számára egy operát kellett írnia. A műnek kevés szereplősnek kellett lennie. Korlátozott volt a színpadtechnika is, de a szólamainak jól énekelhetőknek, mutatósaknak kellett lenniük. Művének ősbemutatóját a zeneszerző maga vezényelte, az előadásra a városban zajló Rossini-fesztivál alkalmából került sor. A mű tulajdonképpen egy „kamaraopera”, amely a verizmus stílusjegyeit viseli magán.

## Szereplők
| Szereplő                      | Hangfekvés   |
| ----------------------------- | ------------ |
| Silvia, előkelő firenzei dáma | szoprán      |
| Zanetto, vándor énekmondó     | mezzoszoprán |

## Cselekmény
- Helyszín: Firenze
- Idő: a reneszánsz korban

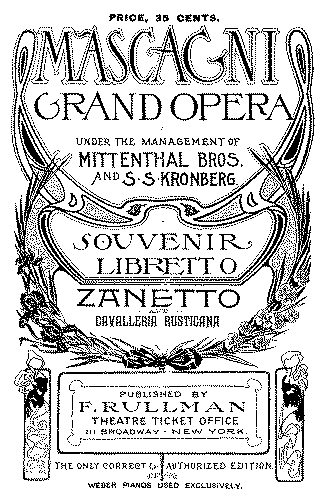
Ajándék librettó a New York-i premieren, 1902-ben

Silvia, az előkelő firenzei dáma szépasszony hírében áll. Bár igen sokan udvarolnak neki, őt magát még sosem érintette meg a szerelem. Egy tavaszi reggelen háza teraszán azon kesereg, hogy ez az érzés nem adatott meg számára, és emiatt haragszik mindenkire, aki megtalálta párját, s vele együtt a boldogságot. Ekkor feltűnik egy vándor énekes (trubadúr), Zanetto, akinek távolból odahangzó dala hirtelen szívébe markol. A hosszú úton elfáradt dalnok épp annál a háznál áll meg pihenni, ahol Silvia lakik. Csakhamar elnyomja az álom, s csak akkor ébred fel, amikor az asszony a közelébe lopózik. Zanetto felébred. Az asszony szépsége azonnal elbűvöli, és hirtelen forró szerelmi vallomásban tör ki. Arra kéri az asszonyt, engedje meg neki, hogy neki szentelhesse életét. Silvia, ugyan a férfi vallomása megdelejezi, mégis elhárítja az ajánlatot. Az ifjú erre elárulja, hogy nem véletlenül jött a városba. Eljutott hozzá az asszony szépségének híre, meg akart győződni igazságáról, de most, hogy látta, be kell vallania, még sokkal szebb, mint gondolta. Előre érezte, hogy álma, a szépasszony szerelmének elnyerése, hiú ábránd a számára. Ő a nincstelen, városról városra járó trubadúr nem lehet egy előkelő, mindenki által körülrajongott dáma társa. Silvia búcsúzóul egy virágszálat nyújt át a fiúnak, azt, amit addig hajában hordott. Amikor a fiatalember felkerekedik, hogy folytassa útját, könnyes szemmel néz utána. Most már ő is tudja, mit jelent az a szó, hogy szerelem.

## Híres áriák, kórusművek
- Cuore, come un fiore – Zanetto szerelmes dala
- Sono Zanetto – Zanetto bemutatkozó dala
- Lo qui potrei forse restare – Silvia és Zanetto kettőse
- Io partiró – Zanetto búcsúdala